# Profeten (film)
Profeten (originaltitel: [Kahlil Gibran's] The Prophet) är en animerad långfilm från 2014, baserad på Khalil Gibrans bok med samma namn. Producent är Salma Hayek, som också medverkar som röstskådespelare, och filmen är en samproduktion mellan Frankrike, Kanada, Libanon, Qatar och USA. Huvudregissör är Roger Allers, känd bland annat för Lejonkungen.

## Handling
Handlingen utspelas i den fiktiva staden Orfalese (fritt inspirerad av Gibrans egen barndoms Libanon) under det osmanska rikets tid. Kamila, en änka och mor, arbetar som hushållerska för Mustafa, en utländsk poet, konstnär och politisk aktivist som hålls i husarrest. Mustafa vaktas av soldaten Halim, som i hemlighet suktar efter Kamila. Kamilas unga dotter Almitra har slutat att tala, och hon har utvecklats till en bråkstake som ofta snattar från lokala marknadsstånd. Almitra har fiskmåsar som sina enda vänner, och hon verkar till och med kunna tala med dem genom att ge ifrån sig fågellika läten.
När Halims pompöse överordnade, Sergeanten, anländer för att berätta att Mustafa blivit frigiven, är beskedet att Mustafa innan dagen är över måste gå ombord på ett fartyg som ska ta honom till sitt hemland (i praktiken en landsförvisning). Sergeanten eskorterar Mustafa till skeppet, medan denne under tiden konverserar med Kamila, Almitra och Halim, liksom med stadsborna – de betraktar honom som en folkhjälte. Mustafas konversationer, vilka kretsar kring ämnen som frihet, föräldraskap, äktenskap, arbete, mat, kärlek, gott och ont, animeras på olika manér av filmens olika kapitelregissörer.
När de väl når fram till hamnen och skeppet, låter armén oväntat spärra in Mustafa i ett hamnfort. Den ansvarige officeren betecknar Mustafas skriverier som ren uppvigling, och kräver att han tar tillbaka sina uttalanden. Mustafa vägrar. Därefter beslutar officeren att nästa morgon låta ställa Mustafa inför en exekutionspluton, om Mustafa fortfarande vägrar ta tillbaka sina uttalanden. Samma kväll gör Kamila, Almitra och Halim ett försök att hjälpa Mustafa att fly.
Almitra ser Mustafa genom fängelsecellens fönster, och hon talar – för första gången sedan sin fars död. Mustafa vägrar att fly, och deklamerar sin sista dikt, denna gång med döden som tema. Hans sista önskan är att hans vänner ska återvända till huset och rädda alla hans bilder och texter, innan armén kommer och beslagtar dem (för trolig destruktion). Nästa dag vägrar Mustafa ånyo att ta tillbaka sina uttalande, allt medan han leds till exekutionsplutonen vid fortets inre gård. En mängd fiskmåsar flockas runt honom medan han placeras framför plutonen.
Där uppe i Mustafas hus lyckas Kamila och Almitra rädda alla Mustafas skriverier och teckningar, precis innan armén anländer, och de gömmer det hela på ett ställe i skogen. Plötsligt hör de ljudet av gevärsskott och ser hur en flock fiskmåsar flyger iväg från fortet. Almitra säger dock att hon vet att Mustafa är i säkerhet. När Almitra betraktar fågelflocken i dess cirklar runtom skeppet, som nu stävar ut ur hamnen, ser hon hur Mustafas ande tar sig ombord på skeppet som ska föra honom hem.

## Produktion

### Rollista
Nedan listas de viktigare rollfigurerna samt röstskådespelarna i den engelskspråkiga originaldubben.
- Mustafa – Liam Neeson (fransk dubb: Mika[4])
- Kamila – Salma Hayek
- Halim – John Krasinski
- Pasha – Frank Langella
- Sergeanten – Alfred Molina
- Yousef – John Rhys-Davies
- Almitra – Quvenzhané Wallis

Bland kompletterande röstskådespelare finns John Kassir, Fred Tatasciore och Mona Marshall i den franska dubben.

### Produktionen
Filmen är uppdelad i separata delar, animerade av olika regissörer. Bland de medverkade regissörerna finns Nina Paley, Bill Plympton och Joann Sfar, vilka alla satt sin individuella prägel till sina animerad kapitel av Gibrans berättelse. Huvudregissör är dock Roger Allers, som också fungerat som manusförfattare. Filmens huvudsakliga teman är frihet och medmänsklighet, liksom i Gibrans klassiker från 1923.
Antalet predikningar i Gibrans bok är 26 stycken. I filmen är antal nedbantat till 6, motsvarande sex olika animerade utvikningar från ramberättelsen, animerade i var sin personlig stil av olika "gästanimatörer". Musiken till flera av dessa utvikningar är komponerade av bland andra Damien Rice, Lisa Hannigan och Glen Hansard.

### Distribution
Filmen hade en förhandsvisning av den halvfärdiga filmen vid 2014 års Cannesfestival. Senare samma år hade den världspremiär vid Toronto International Film Festival.
2016 kom filmen i en svensk DVD-utgåva (Studio S) med svensk text till den engelska originaldubben. På bio hade filmen tidigare haft 7 år som åldersgräns.